# دارنکوو
دارنکوو (به لهستانی:  Darnków) یک روستا در لهستان است که در گمینا لوین کووزکی واقع شده‌است.